# Современник (кинотеатр, Кривой Рог)
Современник — кинотеатр в городе Кривой Рог Днепропетровской области.

## История
Введён в эксплуатацию 12 июля 1972 года. Построен трестом «Криворожжилстрой» по типовому проекту 264-13-14 1968 года ЦНИИЭП зрелищных зданий и спортивных сооружений Госгражданстроя ЦНИИЭП жилища (архитектор А. М. Самодин).
После постройки кинотеатра к нему был перенесён и установлен перед фасадом памятник Данко.
В 1975 году, к 200-летию Кривого Рога, завершено внешнее убранство. Фасад украшало панно в технике сграффито, авторства художников Владимира Заставского, Георгия Хриенко и Пётра Сытника.
В 1980 году кинотеатр получил высший разряд.
После 1991 года кинотеатр перешёл в частную собственность.
В 2004 году реконструирован большой зал, который оснащён экраном 17×7,5 м, современной акустической аппаратурой, новейшей системой показа фильмов.
Окончательно закрыт в 2006 году. 28 декабря 2018 года в здании обрушилась крыша, 1 февраля 2019 года произошёл пожар, 5 ноября 2020 года снова произошёл пожар.
1 декабря 2020 года начался демонтаж здания. На его месте открыт «АТБ-Маркет».

## Характеристика
Располагался в Металлургическом районе по Университетскому проспекту № 46.
Имел два зрительских зала: большой на 878 и малый — на 300 мест. Был оборудован современной акустикой и комфортом. В штате работало 62 человека.
Демонстрировались широкоформатные, широкоэкранные и обычные фильмы, вёлся предсеансный фотоальбом. Проводились творческие отчёты киностудий «Мосфильм», «Ленфильм», имени А. Довженко, имени М. Горького.
За время работы кинотеатр посетило около 40 млн человек.

## Награды
- Бронзовая медаль ВДНХ СССР[2];
- Почётные грамоты Госкино СССР и Украины[2].